# إدماج الموظف

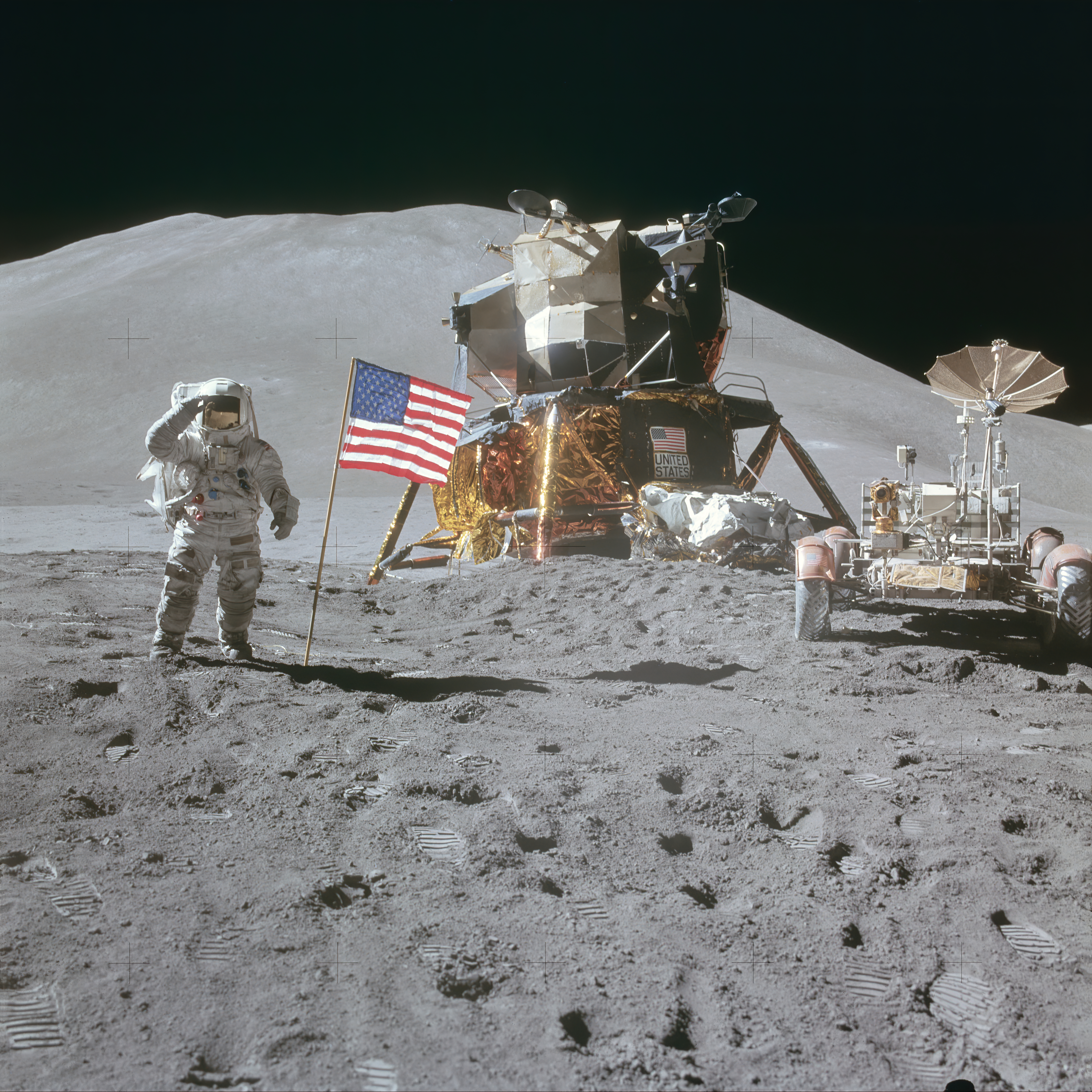
تشير العديد من الكتب عن الإدارة إلى القصة الشائعة عن خادم نظافة ملتزم في وكالة ناسا الذي عندما سأله كينيدي عن ماذا يقوم، أجاب: "أنا أساعد في وضع إنسان على القمر".

الإندماج الوظيفي (بالإنجليزية: Employee engagement)‏ هو مفهوم أساسي في السعي لفهم ووصف حالة وموقف الموظف تجاه مؤسسته. يتم تعريف "الإندماج الوظيفي" على أنه الحالة التي تجعل الموظف متعاطف شغوف و مقتنع مؤمن و كفوء مجتهد حيث يعطي مؤسسته قلبه وعقله ويده وهو ما يعرف بالاندماج الكامل وبالتالي يتخذ إجراءات إيجابية للإنتاجية ولتعزيز سمعة المؤسسة ومصالحها. يتمتع الموظف المندمج بموقف إيجابي تجاه المؤسسة وقيمها. بالمقابل يمكن أن يتراوح الموظف غير المندمج بين الشخص الذي يقوم بالحد الأدنى من العمل (المعروف أيضا بـ "المتساهل") وحتى الموظف الذي يتسبب بنشاطه في تلف إنتاجية الشركة وسمعتها.
من المتوقع أن تتفوق المؤسسة التي تحظى بإدماج مرتفع للموظفين على تلك التي تحظى بإدماج منخفض.
ظهر إدماج الموظف لأول مرة كمفهوم في نظرية الإدارة في التسعينيات وانتشر على نطاق واسع في ممارسة الإدارة في الألفية الثانية ولكنه لا يزال محل خلاف. على الرغم من الانتقادات الأكاديمية إلا أن ممارسات إدماج الموظف تأسست بشكل جيد في إدارة الموارد البشرية والاتصالات الداخلية.
أصبح إدماج الموظف اليوم مترادفا مع مصطلحات مثل "تجربة الموظف" و"رضا الموظف" على الرغم من أن الرضا هو مفهوم مختلف. في حين يشير الإدماج إلى دوافع العمل فإن الرضا هو موقف الموظف تجاه الوظيفة - سواء أحبها أم لا. وتكمن الأهمية في ذلك بشكل أكبر في الغالبية العظمى من المحترفين من الجيل الجديد في سوق العمل الذين يميلون إلى "التشتت" و"عدم الإدماج" في العمل. وتشير دراسة حديثة أجرتها ستاف كونكت إلى أن عددا هائلا من المؤسسات الكبيرة اليوم (74.24٪) كانت تخطط لتحسين تجربة الموظف في عام 2018.

## التعاريف
قدم ويليام كان التعريف الرسمي الأول لإدماج الموظف كـ "استغلال ذات أعضاء المؤسسة لأدوارهم الوظيفية حيث يستخدم الأشخاص أنفسهم ويعبرون عن أنفسهم بدنيا وعقليا وعاطفيا أثناء أداء الدور الوظيفي".
في عام 1993 اقترح شميدت وآخرون جسرا بين مفهوم "الرضا الوظيفي" السائد مسبقا وإدماج الموظف بالتعريف: "إدماج الموظف هو اندماجه بالعمل والتزامه ورضاه عن العمل. وإدماج الموظف هو جزء من الاحتفاظ بالموظفين". يدمج هذا التعريف البنى التقليدية للرضا الوظيفي (سميث وآخرون، 1969) والالتزام التنظيمي (ماير وآلان، 1991).
لا يزال تعريف إدماج الموظف يعاني من مشكلات. في استعراضهما للمراجعة الأدبية عام 2011 حدد وولارد وشوك أربعة مفاهيم فرعية رئيسية ضمن المصطلح:
1. النهج "تلبية الاحتياجات": حيث يعد الإدماج التعبير عن الذات المفضلة في سلوكيات المهمة.
2. النهج "مضاد للإرهاق": حيث يتم تقديم الطاقة والاندماج والكفاءة كعكس لمفاهيم "الاحتراق" المتأسسة: الإرهاق والتشكيك وعدم الإنجاز.
3. نهج الرضا-الإدماج: حيث يعد الإدماج نسخة تقنية أكثر للرضا الوظيفي كما يتضح من استطلاع الارتباط Q12 الخاص بمؤسسة غالوب الذي يظهر ارتباطا بمقدار 0.91 مع قياس الرضا الوظيفي.[5]
4. النهج المتعدد الأبعاد: حيث يتم الحفاظ على تمييز واضح بين الارتباط الوظيفي والارتباط التنظيمي، عادة مع التركيز الرئيسي على العوامل المسبقة والنتائج لأداء الدور بدلا من الهوية التنظيمية.

تختلف التعاريف لإدماج الموظف في الوزن الذي يعطونه للفرد مقارنة بالمؤسسة في خلق الإدماج. تقوم الممارسة الحديثة بتحديد عوامل الإدماج عبر هذا الطيف بدءا من داخل نفسية الموظف الفردي (على سبيل المثال خدمات التوظيف التي تعد بتصفية المتقدمين للوظائف "غير المشتغلين") إلى التركيز بشكل أساسي على الإجراءات والاستثمارات التي تقوم بها المؤسسة لدعم الإدماج.
هذه القضايا التعريفية قد تكون خطيرة بالنسبة للممارسين. مع تعاريف مختلفة (وغالبا ما تكون محفوظة) للكائن الذي يتم قياسه فإن الإحصاءات من مصادر مختلفة ليست قابلة للمقارنة بسهولة. يظل عمل الإدماج عرضة للتحدي الذي يواجه افتراضاته الأساسية كما يصفه توم كينوي بأنه "طريقة للتربية" و "تطلع" بدلا من أن تكون تحليلا أو تشغيليا وبالتالي تتعرض لخطر أن ينظر إليها من قبل المشاركين التنظيميين الآخرين على أنها "تصريحات عامة وغير قابلة للتنفيذ".

## العوامل المرتبطة
قبل استخدام كان للمصطلح في منتصف التسعينات من القرن الماضي تمت دراسة سلسلة من المفاهيم المتعلقة بإدماج الموظف في نظرية الإدارة. تم استكشاف روح الموظفين والأخلاق العملية والإنتاجية والدافعية في سلسلة تعود إلى عمل ماري باركر فوليت في أوائل العشرينيات من القرن الماضي. أثارت دراسات الحرب العالمية الثانية التي استندت إلى استطلاعات حول القيادة وروح المجموعة ثقة إضافية في إمكانية استقصاء وقياس هذه الخصائص. في وقت لاحق استنتج فريدريك هرتزبرغ أن التحفيز الإيجابي يتحقق من خلال منح المديرون لموظفيهم فرص تنموية وسماه هذا النشاط "إثراء رأسي".

## المساهمون
مع مجموعة واسعة من التعاريف يأتي تنوع في المساهمين المحتملين في تحقيق مستويات مرغوبة من إدماج الموظف. بعض الأمثلة:

### المشاركة
قامت إيلين أبلباوم وزملاؤها (2000) بدراسة 15 مصنعا للفولاذ و17 مصنعا للملابس و10 منتجين للأجهزة الإلكترونية وأجهزة التصوير. كان الهدف من الدراسة مقارنة أنظمة الإنتاج التقليدية مع أنظمة الإنتاج عالية الأداء المرنة التي تشمل الفرق والتدريب ونظم الأجور المحفزة. في جميع الصناعات الثلاث أظهرت المصانع التي تستخدم ممارسات المشاركة العالية أداءا متفوقا. بالإضافة إلى ذلك أظهر العمال في المصانع ذات المشاركة العالية مواقف أكثر إيجابية بما في ذلك الثقة والالتزام التنظيمي والتمتع الجوهري بالعمل. اكتسبت هذه الفكرة شعبية حيث أظهرت الدراسات المختلفة روابط مع الإنتاجية. وغالبا ما يرتبط بمفهوم صوت الموظف وتمكينه.
أجريت دراستان على موظفي صناعة التأمين على الحياة لاستكشاف تأثير اعتقادات الموظفين بأنهم لديهم السلطة في اتخاذ القرارات والمعرفة والمعلومات الكافية للقيام بالعمل بفعالية والمكافئآت عن الأداء العالي. شملت كلتا الدراستين عينات كبيرة من الموظفين (3570 موظفا في 49 منظمة و4828 موظفا في 92 منظمة). وفي كلتا الدراستين كانت ممارسات الإدارة ذات المشاركة العالية مرتبطة إيجابيا بمعنويات الموظفين واحتفاظهم بالوظيفة وأداء المؤسسة المالي. وجدت شركة واتسون وايت أن المنظمات ذات التزام عالي (تلك التي تمتلك موظفين مخلصين ومتفانين) تفوق تلك التي لديها التزام منخفض بنسبة 47٪ في الدراسة التي أجريت عام 2000 وبنسبة 200٪ في الدراسة التي أجريت عام 2002.

### الالتزام
الموظفون ذوو أعلى مستوى من الالتزام يقومون بأداء أفضل بنسبة 20% ويقل احتمال تركهم للمنظمة بنسبة 87% مما يشير إلى أن الارتباط مرتبط برضا الموظفين وأداء المؤسسة. عندما يكون أرباب العمل أكثر تعاطفا ستزيد الإنتاجية بشكل طبيعي. يعتقد 85% من الموظفين في الولايات المتحدة أن أرباب العمل ليسوا تعاطفيين.

### الإنتاجية
في دراسة لشركات الخدمات المهنية وجدت مجموعة هاي أن المكاتب التي تضم موظفين مشتغلين كانت أكثر إنتاجية بنسبة تصل إلى 43%. كما أن رضا الموظفين عن وظائفهم مرتبط بالإنتاجية.

### عوامل الشخص والاختلافات الفردية
غالبا ما يتم تجاهل شخصيات الموظفين الفريدة واحتياجاتهم ودوافعهم واهتماماتهم وأهدافهم والتي تتفاعل مع العوامل والتدخلات التنظيمية للتأثير على مستويات الإدماج. من ناحية أخرى سيكون بعض الموظفين دائما أكثر (أو أقل) إدماجا وتحفيزا من الآخرين كما يوحي بذلك مفهوم الدافع الذي تم تفعيله مؤخرا.

### عناصر الارتباط
وفقا لستين وآخرين هناك أربعة عناصر تحدد ارتباط الموظفين وتشمل ما يلي:
1. الالتزام بالمنظمة: هل الموظفون مؤيدون لرسالة المنظمة وهل يرون مستقبلا في الشركة؟
2. التعايش مع المنظمة: هل تتفق معتقدات وقيم الموظف مع دوره وما يرغب في تحقيقه في المستقبل؟
3. الشعور بالرضا عن العمل: هل يشعر الموظف بالإنجاز في نهاية اليوم ويفتخر بما يقوم به؟
4. الشعور بالحماس في العمل: يرغب الموظف في الحضور إلى العمل وهو متحمس للعمل طوال اليوم دون حساب ساعات نهاية اليوم.

## تعزيز الإدماج
زيادة الإدماج هو هدف أساسي للمنظمات التي تسعى لفهم الإدماج وقياسه. تعرف غالوب إدماج الموظف على أنهم مشتغلون بشكل كبير في عملهم ومكان عملهم ومتحمسون لهما حيث يكون الموظفون المشتغلون أصحاب الانتماء النفسي ويدفعون الأداء والابتكار ويدفعون المؤسسة إلى الأمام. وتشير قياسات غالوب العالمية لإدماج الموظف إلى أن نسبة 21% فقط من العمال مرتبطون بشكل فعال.

### عوامل الارتباط
فيما يلي بعض النقاط الإضافية من البحوث حول عوامل الارتباط:
- موارد الموظف الشخصية: "... يتبين أن الانطباعات الإيجابية التي يحملها الأفراد عن قوتهم وقدرتهم الشخصية تسمح لهم بالارتباط بالمنظمة.
- تصور الموظف لأهمية الوظيفة: "... اتجاه الموظف تجاه أهمية الوظيفة والشركة لديه أكبر تأثير على الولاء وخدمة العملاء من جميع العوامل الأخرى المتعلقة بالموظف".
- وضوح توقعات الوظيفة للموظف: "إذا لم تكن التوقعات واضحة ولم يتم توفير المواد والمعدات الأساسية قد تنجم عن ذلك عواطف سلبية مثل الملل أو الاستياء وقد يصبح الموظف بعدها مركزا على البقاء على قيد الحياة بدلا من التفكير في كيفية مساعدة المنظمة على النجاح".
- فرص التقدم والتحسين في الوظيفة: "أشار المشرفون ومديرو المصنع إلى أن العديد من التحسينات في المصنع تم إجراؤها خارج نظام الاقتراحات حيث بادر الموظفون بإحداث تغييرات من أجل الاستفادة من المكافآت التي تتولد عن توفيرات التكاليف اللاحقة".
- توفير ردود فعل منتظمة وحوار مع المرؤوسين: "تعتبر ردود الفعل المفتاح لإعطاء الموظفين شعورا باتجاههم ولكن العديد من المنظمات غير جيدة جدا في تقديمها".
- جودة العلاقات العملية مع الزملاء والمرؤوسين والمرؤوسين الفرعيين: "... إذا كانت علاقة الموظفين بمديريهم متوترة فلن يقنعهم أي عدد من المزايا بالأداء على أفضل مستوى. إن الإدماج النشط للموظفين يعكس مباشرة مدى رضاهم عن علاقتهم مع رؤسائهم".
- تصورات القيم والأخلاق للمنظمة: "القيادة الملهمة والقيم هي الأهم بين العوامل الستة في نموذج أداء الإدماج لدينا. في حالة عدم وجودها فإن [الإدماج] غير محتمل أن يشغل الموظفين".
- الاتصالات الداخلية الفعالة للموظفين: التي تنقل وصفا واضحا لـ "ما يحدث". "

نظريات الالتزام تعتمد بشكل أكبر على خلق ظروف تجعل الموظف مضطرا للعمل في المنظمة بينما تهدف نظريات الإدماج إلى خلق حالة يكون فيها الموظف رغبة داخلية في العمل في أفضل مصلحة للمنظمة بحرية واختيار.
ركزت الأبحاث الحديثة على تطوير فهم أفضل لكيفية تفاعل المتغيرات مثل جودة العلاقات العملية وقيم المنظمة وصلتها بنتائج العمل الهامة. من وجهة نظر الموظف تتراوح "النتائج" بين الالتزام القوي والانعزال عن المنظمة.
يمكن قياس إدماج الموظف من خلال استطلاعات نبض الموظفين واستطلاعات رضا الموظفين التفصيلية والملاحظات المباشرة والمناقشات الجماعية وحتى مقابلات الخروج للموظفين الذين يغادرون المنظمة.
يوسط إدماج الموظف العلاقة بين المناخ التعليمي المدرك وهذه السلوكيات الإضافية للدور الوظيفي.

## أنواع إدماج الموظف
إدماج الموظف هو مفهوم متعدد الجوانب يمتد عبر مراحل مختلفة في دورة حياة الموظف. من التفاعل الأولي مع المرشحين المحتملين إلى الملاحظات التي يتم جمعها خلال مقابلات الخروج تستخدم المنظمات استراتيجيات مختلفة لتعزيز بيئة عمل إيجابية ومنتجة. لنستكشف أربعة أنواع رئيسية لإدماج الموظف: الإدماج مع المرشحين، الإدماج مع الموظفين الجدد، استطلاعات رضا الموظفين، ومقابلات الخروج، وكل منها يلعب دورا مميزا في تشكيل تجربة الموظف والمساهمة في نجاح المنظمة العام.
1. الإدماج مع المرشحين
  1. التعريف: يشير الإدماج مع المرشحين إلى عملية بناء علاقة إيجابية بين مرشح محتمل ومنظمة تبدأ من التفاعل الأولي وتستمر طوال عملية التوظيف بأكملها.
  2. العناصر الرئيسية: يتضمن ذلك التواصل الفعال والملاحظات في الوقت المناسب وتوفير رؤية شفافة لثقافة الشركة وقيمها لجذب أفضل المواهب.
  3. الأهمية: يعزز الإدماج الإيجابي مع المرشحين ليس فقط سمعة صاحب العمل ولكنه يضمن أيضا انتقالا سلسا للمرشحين من كونهم مرشحين محتملين إلى موظفين محتملين.
2. الإدماج مع الموظفين الجدد
  1. التعريف: يركز الإدماج مع الموظفين الجدد على إدماج الموظفين وتأقلمهم في المنظمة خلال مراحل التوظيف الأولى.
  2. العناصر الرئيسية: برامج الاستقبال والإرشاد والتوقعات الوظيفية الواضحة وفرص الاندماج الاجتماعي هي عناصر حيوية في إدماج الموظفين الجدد.
  3. الأهمية: يعزز الإدماج مع الموظفين الجدد منذ البداية شعورا بالانتماء ويقلل من معدل الدوران ويسرع الوقت اللازم لتحقيق الموظفين للمساهمة الفعالة.
3. استطلاع رضا الموظفين
  1. التعريف: استطلاعات رضا الموظفين هي أدوات منهجية تستخدمها المنظمات لجمع ملاحظات من الموظفين حول تجاربهم وتصوراتهم ومستويات رضاهم.
  2. العناصر الرئيسية: تغطي الاستطلاعات عادة جوانب مثل بيئة العمل والقيادة والتعويض وفرص التطوير المهني.
  3. الأهمية: يساعد إجراء استطلاعات الرضا بشكل منتظم المنظمات على تحديد مجالات التحسين وقياس معنويات الموظفين واتخاذ قرارات مستنيرة لتعزيز رضا العمل الشامل.
4. مقابلة الخروج
  1. التعريف: مقابلة الخروج هي محادثة مهيكلة تجرى عندما يترك موظف المنظمة بهدف فهم أسباب رحيله وجمع ملاحظات قيمة.
  2. العناصر الرئيسية: الاتصال الصادق والمفتوح أمر حاسم واستكشاف جوانب مثل رضا العمل وثقافة مكان العمل وفرص التحسين.
  3. الأهمية: توفر مقابلات الخروج تحليلات حول المشاكل المحتملة داخل المنظمة وتساعد في تحديد الاتجاهات وتوفر فرصة لإجراء التعديلات اللازمة للحفاظ على المواهب في المستقبل.

هذه أنواع إدماج الموظف تسهم جماعيا في خلق بيئة عمل إيجابية وتعزيز رضا الموظفين وفي نهاية المطاف تعزيز النجاح المؤسسي.

## استراتيجية الارتباط العائلي
في عالم يتزايد التقارب والعولمة يحتاج المديرون إلى تعزيز استراتيجيات فريدة تحافظ على إدماج الموظفين وتحفزهم وتكرسهم لعملهم. تم العثور على توازن العمل والحياة على المستوى الفردي كعامل يتنبأ بقوة بقوة العمل الملتزم والمنتج. جانب مهم من توازن العمل والحياة هو مدى شعور الفرد بقدرته على توازن الأسرة والعمل. الأسرة هي قوة ثقافية تختلف في قيمها وهياكلها وأدوارها في جميع أنحاء العالم. ومع ذلك يمكن أن تكون الأسرة أداة مفيدة للمديرين العالميين لتعزيز الإدماج بين فرقهم. سياسة الدعم الأبوي تتبعها الشركات في جميع أنحاء العالم كاستراتيجية لخلق قوة عاملة مستدامة وفعالة. تشير الأبحاث إلى أن الشركات التي توفر سياسات الدعم الأبوي المدفوعة تحقق زيادة بنسبة 70٪ في إنتاجية العمال. علاوة على ذلك حققت الشركات التي قدمت إجازة الأبوة المدفوعة زيادة بنسبة 91٪ في الأرباح من خلال توفير الموارد للآباء والأمهات لتحقيق توازن بين العمل والحياة الشخصية. تدعم هذه النتائج نظرية المبادلة الاجتماعية التي تشير إلى أن العمال يشعرون بالتزام بإعادة الجميل لأرباب العمل من خلال العمل الجاد والتفاني عندما يتم تعويضهم بمزايا إضافية مثل الدعم الأبوي.
عند استخدام الدعم الأبوي كاستراتيجية لتعزيز إدماج القوى العاملة العالمية يجب على المديرين أن يأخذوا في الاعتبار نموذج توازن العمل والحياة الذي يأخذ في الاعتبار الاحتياجات الثقافية المختلفة للأسرة. يجب على القادة العالميين أن يفهموا أنه لا يوجد ثقافة واحدة متشابهة ويجب أن ينظروا إلى سياسة متكيفة ومرنة لتلبية احتياجات المستوى الفردي. قد تكون لدى الشركات تمثيل متنوع بين قوتها العاملة قد لا يتوافق مع السياسة المقدمة في البيئة السياسية الخارجية. بالإضافة إلى ذلك مع توسع الشركات في جميع أنحاء العالم من المهم تجنب إنشاء سياسة عالمية قد لا تلتزم بالظروف الثقافية في الخارج. في دراسة أجراها فايزة وآخرون (2017) تم استخدام مفهومي الأهمية المركزية والتأثير لمساعدة أرباب العمل على فهم الاحتياجات الثقافية الفردية للموظفين. يشير المصطلح المركزية إلى فهم المنظمة للمجال الاجتماعي والبيئي الذي يعمل فيه. يعتبر ذلك مفيدا لأن المديرين يحتاجون إلى فهم العوامل الخارجية التي يمكن أن تؤثر على الاحتياجات الثقافية و/أو التوترات التي يعاني منها الموظفون. بعد ذلك كان من المهم أن يسمح للمنظمة للموظفين بالتأثير على السياسات حتى يتمكنوا من تكييف السياسات لتلبية احتياجات الموظفين. باستخدام هاتين العاملين مع نظرة توازن العمل والحياة يمكن للمنظمات خلق قوة عاملة أكثر إنتاجية وتفان على مستوى العالم.

## المخاطر
- المنهجية: سوء استخدام الإحصاءات: يواجه الممارسون عددا من المخاطر عند العمل مع بيانات الإدماج التي غالبا ما يتم استخلاصها من أدلة الاستطلاع. تشمل هذه المخاطر خطر الخلط بين الترابط والسببية وإجراء مقارنات غير صحيحة بين البيانات المشابهة المستمدة من مناهج مختلفة و/أو سكان غير قابلة للمقارنة وسوء فهم أو تشويه المفاهيم والافتراضات الأساسية وتحديد هوامش الخطأ في البيانات (ضمان الفصل بين الإشارة والضجيج).
- الإدارية: يمكن أن يؤدي التركيز على إدارة الاستطلاعات وجمع البيانات وتحليل النتائج (بدلا من اتخاذ إجراءات) إلى تضرر جهود الإدماج. يبدو أن المؤسسات التي تقوم بإجراء استطلاع لقوتها العاملة دون أن تتخذ إجراءات استنادا إلى الردود تؤثر سلبا على درجات الإدماج. متطلبات التقارير والرقابة لمبادرات الإدماج تمثل ادعاء على أندر الموارد (الوقت والمال) للمنظمة وبالتالي يتطلب وقت إدارة لإثبات القيمة المضافة. في الوقت نفسه يتم تفويض الإجراءات القائمة على استطلاعات الإدماج عادة إلى الإدارة المحلية حيث يتم حساب أي "قيمة مضافة" في الأداء المحلي. لذلك فإن الإدارة المركزية لـ "إدماج الموظفين" تمثل تحديا للحفاظ عليها على مر الزمن.
- الأخلاقية: إذا تبين أنه من الممكن تغيير مواقف وسلوك الموظفين بالطريقة المقصودة وبالنتائج المتوقعة التي تضيف قيمة للمنظمة فإن السؤال الأخلاقي يظل مطروحا فيما إذا كان سيكون من الأخلاقي فعل ذلك. يعترف الممارسون عموما بأن النموذج القديم للعقد النفسي قد انتهى ولكن محاولة برمجة تعرفة في اتجاه واحد بدلا من ذلك من الموظف إلى المنظمة قد ينظر إليها على أنها محملة أخلاقيا وربما سياسيا.

## مناقشة وجدل في الصناعة
أثار الاهتمام بإدماج الموظفين جدلا في الصناعة مع أسئلة مثل:
- هل ينبأ إدماج الموظفين حقا بقيمة المساهمين المستدامة؟ تظل المقاييس الحالية مؤشرات متأخرة وليست مؤشرات رائدة لذلك من الممكن أن تكون المشاركة ناتجة عن النجاح بدلا من أن تكون سببا له.
- هل هناك حاجة إلى إعادة التفكير في كيفية التعامل مع إدماج الموظفين؟ تتراوح المناقشات حول قيمة الاستطلاعات المتقطعة مقابل تقنيات أخرى (استطلاعات صغيرة، نماذج ردود فعل مفتوحة، تغذية أخبار، إلخ).
- هل يحتاج مفهوم التوازن بين العمل والحياة إلى إعادة النظر فيه؟
- إلى أي مدى يتحفز الموظفون ببيان الرسالة الأساسية للمنظمة؟
- هل للطبيعة البشرية أو علم الأعصاب دور في برامج إدماج الموظفين؟
- هل يحتاج الموظفون إلى أن يكونوا ممتلئين بالقوة؟
- فجوة المشاركة لدى الموظفين: ما يجب على إدارة الموارد البشرية فعله للتحسين؟

## إدماج المتطوعين
تم تطبيق مفهوم الإدماج أيضا فيما يتعلق بالمتطوعين فعلى سبيل المثال من المرجح أن يكون لدى المتطوعين في كشافة أكثر مشاركة رضا متزايد تجاه الإدارة. تتعلق مشاركة العمل بالحالة العقلية الداخلية الإيجابية للمتطوع تجاه المهام المطلوبة.